# アルマジロトカゲ
アルマジロトカゲ（Ouroborus cataphractus）は、有鱗目ヨロイトカゲ科Ouroborus属に分類されるトカゲ。本種のみでOuroborus属を構成する。

## 分布
南アフリカ共和国西部固有種

## 形態
最大全長21センチメートル。頭胴長7.5-10.5センチメートル。体型は扁平。左右の鼻孔が開口する鱗（鼻板）は接し、吻端を覆う鱗（吻端鱗）と額鼻板は接しない。後頭部には刺状突起がある大型鱗が6枚並ぶ。頸部側面には刺状鱗が並ぶ。胴体背面には刺状突起がある大型鱗が15-17枚並ぶ。胴体腹面は小型鱗で覆われる。尾は刺状突起がある大型鱗が環状に並ぶ。背面の体色は淡黄褐色で、上唇を覆う鱗（上唇板）は暗褐色。腹面の体色は黄色で、不規則な暗色斑が入る。
オスは大腿部に小さい孔の空いた鱗（大腿孔）が26-32枚並ぶ。

## 生態
岩が多い荒地に生息する。昼行性。8-10頭からなる群れを形成して生活することもある。岩の隙間などで生活する。外敵に襲われると岩の隙間などに逃げ込む。逃げ場所がない所で危険を感じると尾を咥えて体を丸める防御行動を取り、名前の由来になっている。
食性は動物食で、昆虫などを食べる。
繁殖形態は胎生。1-2頭の幼体を産む。

## 人間との関係
ペット用の乱獲により生息数は減少している。
ペットとして飼育されることもあり、日本にも輸入されている。飼育下繁殖個体が流通するが、流通はまれで価格も高価。